# 万年雪のみえる家
『万年雪のみえる家』（まんねんゆきのみえるいえ）は、『週刊少年ジャンプ』で連載されていた本宮ひろ志の漫画作品である。連載は同誌の1979年46号から1980年17号まで。
単行本は、集英社ジャンプ・コミックスのほか、ホーム社・HOME COMICの『本宮ひろ志傑作集』第17・18巻、集英社漫画文庫（全2巻、1980年）、集英社ジャンプコミックス・コレクション（全1巻、1988年）がある。

## 物語
1970年代末の北海道の雪深い一地方（最寄の「都会」は旭川市）で、山川家の長男として育った中学3年の大地は、模擬試験の成績は道内1位、全国5位という優秀さで、周囲の期待を一身に背負う存在だった。
しかし、一家の大黒柱、父・平原が職場の事故で入院したことで、大地は高校に進学せず、長男として一家を支えていくことを決意する。その決意は周囲に波紋を広げるが、さらなる不運が山川家を襲う。
これは、一人の少年の自立と、家族の絆を問いかける物語である。

## 主な登場人物
山川 大地（長男 中学3年生）
成績優秀、運動神経抜群、性格も穏やか。高校に進学しないことを決意し、長男として家族を支えていこうとする。
山川 いずみ（長女 中学2年生）
田舎の生活に嫌気が差しており、東京に憧れている。優秀すぎる兄に対する劣等感からか、ひがみがちな性格。
山川 風太（次男 小学5年生）
阪神タイガースの掛布雅之に憧れる野球少年。
山川 つぼみ（次女 小学2年生）
家庭の貧しさを気遣ってか、ボロボロの靴やつぎはぎだらけの衣服を買い直してほしいとも言い出せない。ニワトリの世話をしている。
山川 鈴丸・蘭丸（三男・四男で双子 5歳）
山川家のイタズラ小僧たち。
山川 雪（三女 0歳）
吹雪の晩に誕生した末娘。
山川 平原（父 45歳）
伐採職人。粗野で頑固な性格だが、一家の誰もが頼りにする大黒柱。
山川 湖（母 42歳）
もともとは東京で学生生活を送っていたが、ふとしたきっかけで平原と出会い、結婚した。
山川 朝日丸（祖父 80歳）
大正時代に開拓移民として北海道に入植。
山川 峰（祖母 79歳）
朝日丸とともに北海道に入植してきた後、一子・平原を儲ける。
千恵蔵（セント・バーナード 5歳）
山川家の飼い犬。
秋吉 清美
大地のクラスメートの女生徒。
楠木先生
大地のクラス担任の女性教師。
後藤 彦九郎
いき倒れとなっていたところを大地に救われた老人。